# Грейф, Стивен
Стивен Грейф (англ. Stephen Greif, 26 августа 1944, Собриджворт, Хартфордшир — 23 декабря 2022) — английский актёр, снялся в более чем 100 проектах, стал известен своими ролями Трэвиса в «Семёрке Блейка», Гарри Феннинга в трёх сериях «Гражданина Смита», синьора Донато в «Казанове» и коммандера Джона Шеперда в «Стреляй на месте». Получил множество наград, в том числе за лучшую и за самую многообещающую мужские роли.

## Биография
Предки Стивена жили в Австро-Венгрии, Литве, России и Польше. Его отец, Франц, родился в Вене, а мать Полли — в лондонском Ист-Энде. Стивен имел старшего брата Энтони и младшего — Питера.
В 1955 году отец Стивена разорился и детям пришлось учиться в начальной школе в лондонском районе Лэдброк-Гроув, в то время — захудалом районе Лондона. Среднее образование Стивен получил в Sloane Grammar School (Morley College). В годы учёбы он был чемпионом школы в соревнованиях по лёгкой атлетике и плаванию, входил в легкоатлетическую сборную школы и округа.
Некоторое время он посещал занятия в Политехническом институте центрального Лондона, перепробовал множество работ, был рабочим-ремонтником на предприятии по производству телевизоров и радиоприёмников, менеджером в бутик-агентстве недвижимости в Вест-Энде, прежде чем решил поступить в театральную школу.
Окончил с отличием Королевскую академию драматического искусства.
Служил в Национальной театральной труппе, в «Олд Вик», в труппе Лоренса Оливье, на Саут-Банк в труппе Питера Холла. Был занят в постановках «Смерть Дантона», «Женщина, убитая добротой», «Венецианский купец» (с Л. Оливье), «Долгий день уходит в ночь» (снова с Л. Оливье), «Школа злословия», «Ричард II», «Первая полоса» и «Макбет».
Грейфа пригласили выступить в Королевском театре в Вест-Энде в итальянской комедии «Суббота, воскресенье, понедельник» режиссеров Франко Дзеффирелли и Лоренса Оливье, и он получил театральную премию от Кружка критиков (англ. Critics 'Circle) за лучшую мужскую роль. Позже его снова пригласили в Королевский национальный театр на Саут-Банк под руководством Питера Холла в возрождении «Смерти коммивояжёра» режиссера Майкла Рудмана. Вместе с Уорреном Митчеллом он был номинирован за лучшую мужскую роль на премию Лоренса Оливье.
Грейф принял приглашение Николаса Хитнера присоединиться к его первому сезону и снялся в фильмах «Его девушка в пятницу», «Эдмунд» и в рождественской постановке «Его темные начала». Он играл вместе с Элейн Стритч в «Пряничной даме», Денхолмом Эллиоттом в «Паранормальном», Фрэнком Ланджеллой в «Абракадавере», Альбертом Финни в «Отраженной славе» Рональда Харвуда, Фелисити Кендал и Фрэнсис де ла Тур в «Падших ангелах», Джозефом Файнсом в «Джордже Диллоне» и Лесли Мэнвилл в «Шести степенях разделения», в трёх пьесах своего друга Бернарда Копса, драматурга и поэта из Ист-Энда, в Еврейском музее Лондона, Еврейском общинном центре Лондона и Национальной портретной галерее, посвященных 85-летию и 90-летию автора.
С 2016 по 2018 год вместе с Фенеллой Филдинг Грейф несколько раз появлялся в Crazy Coqs в Zedel’s Brasserie, а также в постановке Дэвида Статтарда древнегреческой литературы «Слезы, предательство… и просто небольшое убийство», продюсируемой Саймоном Маккейном. Постановка была возобновлена в 2020/21 году под новым названием «Дикая красота», в ней Филдинг заменила Шан Филлипс. Впоследствии Грейф выступил в Crazy Coqs с шоу под названием «Любовники, предатели … и кровавые греки».
Грейф снялся во многих фильмах, включая «Джерри», «Восставший», «Женщина в золоте», «Билл», «D означает Детройт», «Казанова» Лассе Халльстрема, «Стреляй на месте», «Эйхман», «Спартанец», «Верх гнева», «Буги-вуги» и «Фейкеры», а также в многочисленных телевизионных работах «Только когда я смеюсь», «Триллер» (1 эпизод, 1976), «Путь Говарда», «Призраки», «Любовницы», «Он убивает полицейских», «Безмолвный свидетель», «Последняя история пробуждения мертвых», «Корона», «Алиенист: Ангел тьмы», «Врачи и новые трюки».
Грейф повторил «Семёрку Блейка», в роли Трэвиса Блейка в одиннадцати новых аудиорассказах для Big Finish Productions. Он озвучил героя Рэймонда Маарлова в видеоигре «Ведьмак», видеоигру Sony PlayStation Video Game Puppeteer (был номинирован на звание лучшего рассказчика), а также многие другие игры и мультсериалы, включая «Эллиотта с Земли» для Cartoon Network.
Грейф получил награду BBC Audio Books of America за рассказ Салли Гарднер «Мальчик с волшебными числами». Он также озвучивал различные документальные фильмы на канале 5, а в 2021 году участвовал в создании документального фильма «Альфред Берк — Фрэнк Маркер».
Грейф увлекался гольфом и был членом, а одно время и президентом, Общества сценического гольфа.
Был женат с 1980 года; в браке в 1982 году родились сыновья-близнецы Джозеф и Дэниел.
Проживал недалеко от Ричмонда в Лондоне.

## Фильмография
- 2020 — Корона
- 2019 — Алиенист
- 2016 — Восставший
- 2016 — Воскресение Христа
- 2015 — Женщина в золоте
- 2009 — Любовницы
- 2009 — Буги-вуги
- 2008 — Террорист
- 2007 — Эйхманн
- 2005 — Битва за космос
- 2005 — Казанова
- 2005 — Видимость гнева
- 2004 — Спартанец
- 2005 — Комедианты
- 1972 — Венецианский купец (фильм, 1972)